# Digna...hasta el último aliento
Digna...hasta el último aliento es una película mexicana basada en la vida y obra de la abogada Digna Ochoa y Plácido que fue estrenada en 2004. Fue dirigida por Felipe Cazals y protagonizada por Vanessa Bauche.

## Argumento
La historia de la película abarca parte de la vida de la abogada y luchadora social Digna Ochoa, desde su primer secuestro, ocurrido en agosto de 1988, hasta su muerte acaecida en octubre de 2001. En el largometraje se presentan más de sesenta testimonios, de criminólogos, periodistas (Blanche Petrich y Miguel Ángel Granados Chapa), defensores de los Derechos Humanos (Emilio Álvarez Icaza), religiosos, policías, activistas sociales, del procurador de justicia del Distrito Federal (Bernardo Bátiz),  así como de familiares y amigos de Digna Ochoa, mientras que los actores que intervienen en la cinta dramatizan los hechos de su vida.

## Datos técnicos
Felipe Cazals fue el director y escritor del guion. Fue musicalizada por Alejandro Rosso. La fotografía estuvo a cargo de Hugo Díaz y Miguel Garzón, y el sonido estuvo a cargo de Pedro Villalobos. Fue una producción del Consejo Nacional para la Cultura y las Artes (Conaculta), del Instituto Mexicano de Cinematografía (IMCINE), de la Academia Mexicana de Derechos Humanos y el Grupo de Comunicación Publicorp. Los productores fueron Luis Kelly y Vicente Silva. El largometraje en formato de reportaje televisivo editado por Moisés Carrillo tiene una duración de 117 minutos.
La obra fue presentada en el Festival Internacional de Cine de Berlín, en el Festival de Málaga de Cine Español y en el Festival Internacional de Cine de Guadalajara. Fue estrenada comercialmente en México el 17 de diciembre de 2004.

## Premios
- Selección oficial Panorama del Festival Internacional de Cine de Berlín, en Alemania en 2004.[6]
- Premio Ariel al mejor documental de largometraje otorgado por la Academia Mexicana de Artes y Ciencias Cinematográficas en 2005.
- Premio Mayahuel de Plata y homenaje a Felipe Cazals por sus cuatro décadas de labor cinematográfica durante el Festival Internacional de Cine de Guadalajara (entonces Festival de Cine Mexicano e Iberoamericano de Guadalajara).
- Premio Especial del Jurado, retrospectiva y homenaje en el XXVII Festival Internacional del Nuevo Cine Latinoamericano de La Habana, Cuba, en 2004.
- Homenaje en el Festival Internacional de Cine Expresión en Corto, celebrado en Guanajuato, México.[5]